# 第22回NHK紅白歌合戦
『第22回NHK紅白歌合戦』（だいにじゅうにかいエヌエイチケイこうはくうたがっせん）は、1971年（昭和46年）12月31日に東京宝塚劇場で行われた、通算22回目のNHK紅白歌合戦。21時から23時45分にNHKで生放送された。
2024年（令和6年）には、放送100年記念プロジェクトの一環として同年12月14日に前編、翌15日に後編と分けて、いずれも16時30分から17時54分に総合テレビで再放送された。再放送にあたりビデオレストア技術を活用に映像の乱れを修復し、「4K同様のクオリティ」に再生するという。なお、歌詞の字幕は添えなかった。

## 出演者・スタッフ

### 司会者
- 紅組司会：水前寺清子 - 歌手。『天下御免』のナレーター。
- 白組司会：宮田輝 - NHKアナウンサー
- 総合司会・実況[注釈 1]：鈴木文彌[注釈 3] - NHKアナウンサー

当初番組側は2年連続で美空ひばりを起用する考えであったが、ひばりは早々に辞退（後述）。ひばりに代わる候補として由紀さおり（『歌のグランドステージ』司会者）、朝丘雪路（この年の連続テレビ小説『繭子ひとり』出演）、佐良直美（『世界の音楽』司会者）らが上がり、特に真帆志ぶき（宝塚歌劇団専科、『歌のグランドステージ』レギュラー）は確定と報じていた。最終的には今回の紅組トリの最有力候補とされた水前寺が3年ぶりに司会に復帰した。今回の紅組司会人選はスタッフ内でも意見が分かれ、スタッフが白組司会の宮田輝に「紅組は誰がいいだろうか?」と聞いたところ、宮田がためらわず水前寺を指名し起用が決定したという。

### 出場歌手
先攻後攻の交代する地点の前には、中間得点集計コーナーが入っている。
      初出場、      返り咲き
| 曲順 | 組 | 歌手名                         | 回 | 曲目                   |
| ---- | -- | ------------------------------ | -- | ---------------------- |
| 1    | 白 | 尾崎紀世彦                     | 初 | また逢う日まで         |
| 2    | 紅 | 南沙織                         | 初 | 17才                   |
| 3    | 白 | にしきのあきら                 | 2  | 空に太陽がある限り     |
| 4    | 紅 | ピンキーとキラーズ             | 4  | 何かいいことありそうな |
| 5    | 白 | 美川憲一                       | 4  | 想い出おんな           |
| 6    | 紅 | 和田アキ子                     | 2  | 天使になれない         |
| 7    | 白 | 坂本九                         | 11 | この世のある限り       |
| 8    | 紅 | ちあきなおみ                   | 2  | 私という女             |
| 9    | 白 | 西郷輝彦                       | 8  | 掠奪                   |
| 10   | 紅 | 岸洋子                         | 7  | 希望                   |
| 11   | 紅 | 加藤登紀子                     | 初 | 知床旅情               |
| 12   | 白 | デューク・エイセス             | 9  | 「にっぽんのうた」から |
| 13   | 紅 | 青江三奈                       | 5  | 長崎未練               |
| 14   | 白 | 五木ひろし                     | 初 | よこはま・たそがれ     |
| 15   | 紅 | 小柳ルミ子                     | 初 | わたしの城下町         |
| 16   | 白 | はしだのりひことクライマックス | 初 | 花嫁                   |
| 17   | 紅 | 藤圭子                         | 2  | みちのく小唄           |
| 18   | 白 | 舟木一夫                       | 9  | 初恋                   |
| 19   | 紅 | 島倉千代子                     | 15 | 竜飛岬                 |
| 20   | 白 | 北島三郎                       | 9  | 北海太鼓               |
| 21   | 白 | ダーク・ダックス               | 14 | 雪の讃歌メドレー       |
| 22   | 紅 | トワ・エ・モワ                 | 2  | 虹と雪のバラード       |
| 23   | 白 | 菅原洋一                       | 5  | 忘れな草をあなたに     |
| 24   | 紅 | 由紀さおり                     | 3  | 初恋の丘               |
| 25   | 白 | フォーリーブス                 | 2  | 地球はひとつ           |
| 26   | 紅 | 朝丘雪路                       | 10 | 雨がやんだら           |
| 27   | 白 | ヒデとロザンナ                 | 2  | 望むものはすべて       |
| 28   | 紅 | 雪村いづみ                     | 9  | 涙                     |
| 29   | 白 | アイ・ジョージ                 | 12 | 自由通りの午後         |
| 30   | 紅 | 伊東ゆかり                     | 9  | 誰も知らない           |
| 31   | 紅 | いしだあゆみ                   | 3  | 砂漠のような東京で     |
| 32   | 白 | 村田英雄                       | 11 | 人生劇場               |
| 33   | 紅 | 本田路津子                     | 初 | 一人の手               |
| 34   | 白 | フランク永井                   | 15 | 羽田発7時50分          |
| 35   | 紅 | ザ・ピーナッツ                 | 13 | サンフランシスコの女   |
| 36   | 白 | 堺正章                         | 初 | さらば恋人             |
| 37   | 紅 | 渚ゆう子                       | 初 | 京都慕情               |
| 38   | 白 | 千昌夫                         | 4  | わが町は緑なりき       |
| 39   | 紅 | 都はるみ                       | 7  | 港町                   |
| 40   | 白 | 三波春夫                       | 14 | 桃中軒雲右ェ門         |
| 41   | 白 | 橋幸夫                         | 12 | 次郎長笠               |
| 42   | 紅 | 眞帆志ぶき                     | 初 | 嘆きのインディアン     |
| 43   | 白 | 布施明                         | 5  | 愛の終りに             |
| 44   | 紅 | 弘田三枝子                     | 8  | バラの革命             |
| 45   | 白 | 鶴岡雅義と東京ロマンチカ       | 4  | 追憶                   |
| 46   | 紅 | 佐良直美                       | 5  | 片道列車               |
| 47   | 白 | 水原弘                         | 8  | こんど生れて来る時は   |
| 48   | 紅 | 水前寺清子                     | 7  | ああ男なら男なら       |
| 49   | 白 | 森進一                         | 4  | おふくろさん           |
| 50   | 紅 | 美空ひばり                     | 16 | この道を行く           |

#### 選考を巡って
- 前回の出場歌手の中より今回不選出となった歌手は以下。
  - 紅組：小川知子・奥村チヨ・西田佐知子[注釈 11]・日吉ミミ・辺見マリ・黛ジュン・森山加代子・森山良子
  - 白組：内山田洋とクール・ファイブ[注釈 12]・佐川満男・野村真樹
- 選考にあたり、基礎資料として全国の視聴者3000人とNHKの地方局長からアンケートを実施した[6]。
- 鶴田浩二はこの年「傷だらけの人生」が大ヒットしたが、歌詞の内容がやくざ映画の主題歌であった事などから出場の是非をめぐり局内で激論となり、結局前述の「視聴者アンケートで支持が低かった」ことを理由に出場が見送られた[7]。
- 美空ひばりは10月に行われた大阪梅田コマ劇場での1ヶ月座長公演初日を前にした記者会見で「もう2度と紅白の司会をやろうと思いませんね。 ヒット歌手じゃないと出場資格がないらしいけれど、それなら私も出られないんじゃないの? 去年の出場メンバーを見て、びっくりしちゃった。当然入らなきゃいけない人が、あの人もこの人も落ちている……こんな人がと思うような歌手が入ってくるでしょう。まともに歌っていられない。こんな紅白には出る気はしません。今年は辞退しようかと思っています」と述べ、続けて隣に座っていたひばりの母親・加藤喜美枝は「ほんとにあれでは紅白も信用ガタ落ちですよ。もし出るとしてもお嬢は今までの実績があるんだから、トリ以外は考えられません。これは絶対の条件にします」と発言した。このひばり側の傲慢さに「自分からトリを条件に出てやるとは何事だ」と非難が集中、NHK局内からも「いっそ出場させなくていいのでは?」との声が上がったが、結局順当に歌手として出場した。一方で、小林旭（ひばりの元夫）は「ついてくるかい」がヒットしたが、初出場ならず[8]。
- 当初、藤圭子と、この年彼女と結婚した前川清がリードボーカルを務める内山田洋とクール・ファイブとの「夫婦対決」が実現する予定であったが、前川の急病でクール・ファイブは急遽出場辞退。当日は藤が自身の持ち歌を歌唱後、クール・ファイブの持ち歌「港の別れ唄」を前川を除いたクール・ファイブのメンバーをバックに歌唱した。
- 前年初出場のフォーリーブスは、今大会は当初落選だったが[9]、クール・ファイブの辞退により白組出場が決まり、2回連続出場を果たした。なお、当初の選考で落選した理由については、はしだのりひことクライマックスと最後の出場枠を争ったこと、所属していたＣＢＳソニーの当時出場候補（朝丘雪路、南沙織、にしきのあきら等）が多く競合していたことが背景として報道されている[10]。
- 江利チエミは出場辞退（「公式出場曲以外の歌」参照）。

### 演奏
- 紅組：原信夫とシャープス・アンド・フラッツ（指揮：原信夫）
- 白組：小野満とスイング・ビーバーズ（指揮：小野満）

舞台しも手に紅組、かみ手に白組の歌手席が設けられ、それぞれの後方上部に原バンド・小野バンドが陣取る。
- 薗田憲一とデキシー・キングス - 鼓隊と共に行進曲演奏（「札幌オリンピック関連」参照）。水原弘の曲ではスイング・ビーバーズと共にバックバンドを務める。
- 東京放送管弦楽団

### 上記以外の出演者とスタッフ
冒頭から選手宣誓までの間に字幕紹介のあった者のみ、クレジット順に記す。それ以外の者は次項「ゲスト」参照。
- 踊り - ワールド・ダンサーズ / ポピーズ / 宝塚歌劇団雪組 / スクール・メイツ / 高山愛子バトンチーム
- 振付 - 山田卓 / 浦辺日佐夫 / 西條満 / 早川和江
- 殺陣 - 菊地剣友会
- コーラス - ザ・ヴァイオレッツ / ザ・ベアーズ / 東京放送合唱団
- ギター - 小鈴二郎 / 野口義明
- 三味線 - 豊 文 / 豊 寿
- 津軽三味線 - 木本伸十郎 / 木田林松栄社中
- 大正琴 - 吉岡錦正
- （音楽全般・編曲）[注釈 15] - 宮川泰（布施明の曲指揮[注釈 16]で舞台にも登場）/ 半間巌一 / 服部克久 / 森岡賢一郎 / 高見弘 / 小山内たけとも
- 美術 - 高橋秀雄
- 技術 - 堂迫勇
- 制作 - 児玉康弘
- 演出 - 矢島敦美
- 指揮 - 藤山一郎　冒頭-入場行進の指揮を舞台中央で行う。今回はアコーディオンを弾きながらの歌も披露した（「公式出場曲以外の歌｝参照）。
- 大会委員長 - 加藤稔・NHK芸能局長　入場行進後の優勝旗返還、大トリ後の最終集計表示スイッチオン、優勝旗授与の場面で舞台上に登場。

### ゲスト
- 柏木由紀子 - この年の12月に坂本九と結婚。坂本の曲で舞台上に出て応援。
- 平尾昌晃 - 五木ひろし・小柳ルミ子の曲指揮[注釈 17]。
- 内山田洋とクール・ファイブ（前川清を除く） - 藤圭子のバックコーラス（「選考を巡って」「公式出場曲以外の歌」参照）。
- 古賀政男 - 村田英雄の曲指揮。
- 猪俣公章 - 森進一の曲指揮。
- 長谷川一夫 - 美空ひばりの曲紹介（「公式出場曲以外の歌」「エピソード」参照）。
- 岩城宏之 - 蛍の光指揮。岩城は大会は客席で鑑賞（菅原洋一の曲の間奏でカメラが客席の岩城を捉え、鈴木アナが「指揮者の岩城宏之さんです」と紹介している）。

#### 札幌オリンピック関連
日本で初開催の冬季オリンピックとなる札幌オリンピック開会式を翌年2月3日に控え、紅白でも、ダーク・ダックスとトワ・エ・モワの歌（どちらも冬季オリンピックがテーマの選曲）を含む約12分半が、札幌オリンピックを主題とした構成となった。
- 自衛隊航空音楽隊[注釈 18] - 真帆志ぶき・美空ひばり・雪村いづみの3重唱（「公式出場曲以外の歌」参照）の直後。舞台奥上方に横1列に制服姿で並んだ音楽隊が、札幌冬季オリンピックの「オリンピック・ファンファーレ」[注釈 19]を演奏。
- 京華学園女子部鼓隊[注釈 18] - オリンピック・ファンファーレの直後、舞台後部上方階段上から、白い制服と制帽で、小太鼓を演奏しながら登場。白組位置の薗田憲一とデキシー・キングスが、鼓隊演奏の途中から、金管の行進曲メロディーをかぶせ共に演奏。ダーク・ダックスの曲の間も鼓隊は舞台上で待機し、メドレーが再び「白銀は招くよ」に戻ると小太鼓演奏を加える。
- 小原初美（高山愛子バトンチーム ※現：「TWIRL i（トワルアイ）」）[注釈 21][11] - 鼓隊演奏開始と同時に、高山愛子バトンチームと共に階段奥上方から登場。最前列に行き、鼓隊演奏からダーク・ダックスの曲の終わりまで、同チームと共にバトントワリングを披露。
- 泉朱子（しゅこ）・黒沢裕一（『ステージ101』レギュラー） - 紅白に引続き放送される『ゆく年くる年』準備のために滞在中の北海道札幌市（現：札幌市南区）・札幌オリンピック選手村から生中継出演。ダーク・ダックスとトワ・エ・モワの曲間。
- オリンピック・コンパニオン - 札幌からの中継の後、東京の紅白会場に女性コンパニオン6名が出演。舞台上の紅組位置で水前寺のインタビューを受けてのち、トワ・エ・モワの曲が始まると舞台中央の2人の背後に移動、曲の終わりまで舞台上で歌を聴く。
- 常磐音楽舞踊学院 - 3回目の中間発表後に紅組の応援としてフラダンスチームとして出演[12][注釈 22]。

#### コント出演ゲスト
- ザ・ドリフターズ - 審査員紹介の直後、紅白両軍による応援合戦の最中、法被姿で神輿を担いで登場。白組応援エールを始めるが、いかりや長介の必死のそれを他所に、他の4人（荒井注、高木ブー、仲本工事、加藤茶）は見てない所で手を抜き、いかりやが顔を向けた途端真面目にやってる様に装う。それが程なくバレて退散。その後に加藤登紀子の曲。
- コント55号 - 小柳ルミ子と、はしだのりひことクライマックスの曲間。殿様（萩本欽一）の花嫁探しを、「格子戸」を手にした家老（坂上二郎）共々「城下」中を歩き回り行う。小柳の歌の歌詞を受けつつ、次の曲「花嫁」につなぐ。
- 『繭子ひとり』出演者（括弧内は役名） - 江戸屋猫八（加野謙吉）、石橋正次（加野克彦）、山田吾一（海江田恵吾）、冨士眞奈美（浅川千代）、石井均（軍平） - 藤圭子とクール・ファイブの曲（「公式出場曲以外の歌」参照）と舟木一夫の曲間。一同は白組側から登場するが、紅組側から来た朝丘雪路（加世）に引っ張られ、軍平ひとりを残してみな紅側に去ってしまい「これじゃ『繭子ひとり』じゃなく"あたしひとり”だよ」と言うオチのミニコント。登場時にはドラマのオープニングテーマ曲の冒頭部分が流れる。
- コント55号とドリフの共演 - 「札幌オリンピック特集」の言わばファイナルで、トワ・エ・モワの曲の直後に登場。場面はスキーレッスン[注釈 23]。生徒（仲本）が「白かった（=白勝った）」と言うべきところを「赤かった（=紅勝った）」と言ってしまうオチ。その後に菅原洋一の曲。
- 正司敏江・玲児、笑福亭仁鶴 - 深刻な大気汚染がテーマだが、敏江のセリフは「公害」と片付けている。「白うするよう頼んだクリーニングが赤うなって返って来た」「どない白う洗ても、干してたら赤うなってしまう」と玲児と敏江が派手な大喧嘩をし、仲裁に現れた仁鶴も潰された末に敏江・玲児から「（紅白）どっちが勝ったんや!」と詰め寄られ仁鶴が「痛かってん」と言うオチ。この直後に、劇場外の道路の電気自動車の列（字幕では「無公害自動車」）の中継[注釈 24]、次いで千昌夫の曲「わが町は緑なりき」が始まる。時代を映し、かつ曲の内容に連動したコント。

### 審査員
男女各20名の計40名。有名人・無名（一般）人を問わず幅広く選ばれ、当日は全員が客席1階の審査員席に座る。各人の手元スイッチは「紅組」か「白組」かのどちらか1つを押す仕組み。審査員紹介は、最初の中間得点集計ののち鈴木アナが行った。
- 仲代達矢 - 俳優。翌年の大河ドラマ[注釈 25]『新・平家物語』の主人公・平清盛役。
- 小野田勇 - 脚本家。この年の時代劇『男は度胸』の作者。
- 浪花家辰造 - 浪曲師。この年芸術祭賞を授賞。
- 大場政夫 - プロボクサー。当時WBA世界フライ級王者。
- 宇田川竜男[注釈 26] - 麻布獣医科大学教授・ネズミ博士。翌年が子年。
- 樫山文枝 - 女優。
- 山口果林 - 女優。この年の連続テレビ小説『繭子ひとり』のヒロイン・加野繭子役。
- 森戸辰男 - 日本放送協会学園高等学校校長。この年文化功労者に選出。
- 石田芳夫 - 棋士。この年史上最年少で本因坊の称号を獲得。
- 中山紀子 - バドミントン選手。この年全英オープン女子ダブルスで優勝。
- 佐藤太圭子 - 琉球舞踊家[注釈 27]。
- 高橋優子 - 女性騎手。
- 貴ノ花満 - 大相撲・関脇。
- 山崎勲 - 競輪選手。福祉活動の功績からこの年第5回吉川英治文化賞を受賞。
- その他会場審査員26人[注釈 28] - この年は、それまでの特別審査員（主にその年に各方面で活躍した著名人で構成）と視聴者代表審査員との括りを廃し、全審査員（但し審査委員長だったNHK芸能局長の加藤稔を除く）を”地方代表審査員”として起用した。東北地方は貴ノ花と高橋、中部地方は石田と中山、中国地方は森戸、四国地方は山崎、九州地方は佐藤でそれ以外は関東甲信越地方の審査員だった。北海道、近畿の各地方には置かなかった。また近畿地方の視聴者代表審査員が人口比に比べ少なかった（「エピソード」も参照）[13]。
- 一般人の審査員は、堅実な勤労者層を中心に幅広く選ばれたが、そろばん日本一（近畿、女性）、青年の主張日本一[注釈 29]（九州、女性）、秘書コンクール日本一（中国、女性）など、「日本一」にこだわった人選も目立った。そして翌年2月に札幌冬季オリンピックを控え、北海道からは札幌オリンピック騎馬聖火隊のメンバーが3名選ばれている。またNHKの時代劇『天下御免』の人気を反映し、主人公・平賀源内の6代目の子孫（四国、女性）もいた。

## 公式出場曲以外の歌
- 港の別れ唄 - 内山田洋とクール・ファイブの持ち歌。藤圭子の出場曲の後奏から途切れることなくこの曲の前奏が始まり、病気の前川を除く5人が藤の背後に登場、藤が歌詞のある主旋律を歌い5人がバックコーラスを務めた（「選考を巡って」参照）。
- 男にゃ負けない[注釈 30] - ミュージカル『アニーよ銃をとれ』の劇中歌 Anything You Can Do の日本語替え歌を、真帆志ぶき・美空ひばり・雪村いづみが3重唱。2回目の中間得点集計の後、オリンピック・ファンファーレの前。。当初NHK側には、「旅立つ朝」をヒットさせた江利チエミを出場させ、、チエミ・ひばり・いづみの三人娘を久しぶりに紅白ステージで復活させ、ジャズでも一緒に歌わせようというコーナー企画があった。しかし、チエミが前年に引き続き紅白出演を断ったため、ひばりとも親交のあった真帆志ぶきが代わりになり、この曲を3人で歌った。アニーはチエミがかつて主演したミュージカルである。
- （青年皇太子外国行啓の歌） - 当時の天皇が皇太子時代の1921（大正10）年3月にヨーロッパ訪問に出発した状況を伝える歌。藤山一郎が舞台上で自らアコーディオンを弾きながら歌った[注釈 31]。1971年は「天皇皇后両陛下御訪欧」（天皇にとっては50年ぶりの訪欧）が大きな話題で、担当の機長1名とステュワーデス2名が紅白会場に招待され、藤山の歌の直前に客席で宮田アナからインタビューを受けていた。その後宮田アナが、昔の海外旅行は船旅だったことに触れ、フランク永井の曲「羽田発7時50分」につなぐ。またインタビューの前に宮田は、ハワイから届いたという白いレイを首にかけ、暮れから新年を海外で過ごす人が180万人いることも語り、永井の曲の間奏では東京国際空港の飛行機の中継映像が入る。「海外旅行」も「飛行機の旅」も一般的になった時代を同時に記録したコーナーでもある。
- むらさき小唄 - 森進一のトリの後、長谷川一夫が女形姿で登場、美空ひばりの歌う「むらさき小唄」に合わせ優雅な舞を披露する（ただし、ひばりが舞台奥で生演奏で歌っていたのか、事前録音かは、視聴者には不明である）。この歌は、1935年に長谷川が林長二郎の芸名で主演した映画『雪之丞変化』の主題歌で、同年東海林太郎によりリリース。しかもひばり自身も、1957年に、同じ原作の映画『ひばりの三役 競艶雪之丞変化』で主役を務めている。紅白のこの場面は、双方にとって非常に因縁深いものと言える。

## エピソード

### 本番まで
審査員の1人には、翌年の山陽新幹線開業の話題性に鑑み、NHKが国鉄に新幹線運転士の推薦を依頼し、大阪運転所のFが決まっていた。ところが、Fの所属する鉄労と対立する労組・国労を名乗る人物からNHKに脅迫電話がかかって来たため、本番3日前にNHKは「企画が変更になった」とFに断りを申し入れた。同じ鉄労組合員でもあるFの上司は憤り、本番2日前の夕刻までNHKとの話し合いを続けたが、物別れに終った。紅白本番では、山陽新幹線が話題にされることはなかった。

### 当日ステージ
- 最終集計は、紅組98-白組102で、白組が3年ぶりの優勝（通算11勝11敗）。
- 今回から従来のスタンドマイクよりハンドマイクが主流になる。各マイクは以下の通り。
  - スタンドマイク：松下通信工業 WM-780
  - ワイヤレスマイク：松下通信工業 FW-112
  - 進行ハンドマイク：SHURE MODEL 576
  - 歌唱ハンドマイク：SHURE SM60, SM58
- キャンディーズ結成前の3人が、スクール・メイツのメンバーとして参加している。特に、トワ・エ・モワの曲の2番のバックダンスのカメラワークで容易に確認できる。
- アイ・ジョージは生涯最後の紅白出場となった。
- 応援電報の紹介は、水前寺が由紀さおりの曲前に赤道直下海域を航海中の「海王丸」乗組員からの電報を、宮田がフォーリーブスの曲前にインド洋航海中のマンモスタンカー「東京丸」の女性乗組員からの電報とフォーリーブスのファンから電報の紹介をした。
- 司会の水前寺はトリ前で歌唱、歌唱曲「ああ男なら男なら」の歌詞のリフレーンを、1番のみ原詞通り「ああ男なら男なら」と歌い、以降（2番を省略し3番）は「ああ女なら女なら」と替え歌して歌った[注釈 34]。また、1番と3番の間のお囃子フレーズで、水前寺が「紅組勝とうよ」と替え歌した部分を、女声バックコーラスが原詞通りに同時に「どんぶりばちゃ浮いた浮いた」と歌ってしまうハプニングがあった。曲紹介は佐良直美と和田アキ子が行った。
- 白組トリは、森進一が3年連続で担当し、宮田は客席からメガホンとマイクを使用し森の曲紹介を行った。ステージ以外からトリを紹介するのは、史上この時だけである。
- 両組トリが3年連続同じ歌手の組み合わせとなったが、これは史上初である。
- ひばりは10度目の大トリをつとめた。NHKは「ひばりさんのような圧倒的なファンを持つ歌手が紅白に出ないなどということはあり得ません。無論トリで歌って頂きます」と出場歌手発表時にトリも発表という異例の対応をした。曲紹介は、森進一の曲の後、長谷川一夫が紅組側から女形姿で登場、ひばりの歌う「むらさき小唄」に合わせて踊る。拍手を浴びた後、宮田アナらと以下のやり取りが交され、ひばり登場へとつなぐ。文面は何気ない紅組応援コントだが、長谷川のエレガントな語り口は、異色の奥深さを与えている。

宮田「長谷川さん、どうも有難うございます。皆さん、長谷川さんは男性ですよ。白組のために応援に来て下さいました。誠に有難うございました」

長谷川「（中央スタンドマイクに向かって）どうも恐れ入ります。でも、今日は、女形の役者で出て参りました。（歓声と拍手）どうも、女性のほうに、ウーマン・リブの世の中ですから、女性に憎まられると困るんで、こちらのほうへ応援させていただき」（拍手）

紅組の面々（長谷川に頭を下げ、口々に）「有難うございます!」「有難うございます!」

長「宮田さん、- ええ、宮田さん、あたしに歌を歌わせてはくれないんですか?」

宮「いや、こちらへ来て頂ければ、どうぞお歌い頂き、- 白組ですよねえ? 白組でしたら、どうぞお歌い頂きます」

長（紅組側を向き）「いいですか?」

紅組の面々（口々に）「紅組!」「紅組!」

長「では、あたしが歌いたいんですけども、あたしの代りに、- （間） （曲の前奏が鳴り始める）あたくしの妹のようです。（スタンドマイクの少し下手側から客席にまっすぐに向き、階段側に左手をかざし）美空ひばりでございます!」

長谷川、舞台中央の階段に軽く頭を下げ、紅組側に退場。

ひばり、中央奥上部に登場し、階段を降り始める。鈴木アナの曲紹介口上入る。